# Nenad Milijaš
Nenad Milijaš (en serbe en écriture cyrillique : Ненад Милијаш), né le 30 avril 1983 à Belgrade en Yougoslavie (auj. en Serbie), est un footballeur international serbe, évoluant au poste de milieu de terrain.

## Palmarès

### En équipe nationale
- 25 sélections et 4 buts avec l'équipe de Serbie entre 2008 et 2011.
- Première sélection le 6 septembre 2008 lors d'un match face aux Îles Féroé
- Demi-finaliste de l'Euro espoirs 2006 avec l'équipe de Serbie espoirs

### Avec l'Étoile rouge de Belgrade
- Champion de Serbie-et-Monténégro en 2006 et Champion de Serbie en 2007, 2014 et 2018.
- Vainqueur de la Coupe de Serbie-et-Monténégro en 2006 et de la Coupe de Serbie en 2007.